# Dîner à l'anglaise
Pour plus de détails, voir Fiche technique et Distribution.
Dîner à l'anglaise est un film dramatique britannique réalisé par Matt Winn et sorti en 2023,.

## Synopsis
Sarah et son mari architecte Tom ont des gros problèmes d'argent et sont obligés de vendre leur belle maison londonienne. Ils y invitent à dîner pour la dernière fois leur ami avocat Richard et sa femme, vertueuse et féministe, Beth. Une autre "amie", Jessica Devi, sulfureuse auteure à scandale, s'impose comme cinquième convive, et la soirée va prendre un tour des plus inattendus.

## Fiche technique
- Titre original : The Trouble with Jessica
- Réalisation : Matt Winn
- Scénario : Matt Winn et James Handel
- Musique : Matt Winn
- Photographie : Tristan Oliver
- Son :
- Montage : David Freeman
- Décors : Kate Macrae
- Costumes : Barbara Elum-Baldres
- Production : Sarah Sulick
  - Production déléguée : John Cairns, Georgia Di Mattos Ek, Ulf Ek, Amy Gardner, Ahsan Mallick et Tom Stewart
  - Coproduction : Jeremy Campbell
- Sociétés de production : Bright Pictures
- Société de distribution : Parkland Pictures et Paname Distribution
- Pays de production :  Royaume-Uni
- Langue originale : anglais
- Genre : Comédie noire
- Durée : 109 minutes
- Dates de sortie :
  - Australie : 2 novembre 2023
  - France : 
    - 31 janvier 2024 (Villeurbanne)
    - 17 juillet 2024 (en salles)

  - Royaume-Uni : 5 avril 2024

## Distribution
- Alan Tudyk : Tom
- Shirley Henderson : Sarah
- Rufus Sewell : Richard
- Olivia Williams : Beth
- Indira Varma : Jessica
- Anne Reid : Miranda, la voisine
- David Schaal : le policeman Paul
- Jonathan Livingstone : le policeman Terry
- Sylvester Groth : Klaus, l'homme d'affaires
- Amber Rose Revah : Ellen, la femme de Klaus
- Kwaku Mills : Matt, l'agent immobilier